# Acidente ferroviário de Amritsar
Dois trens de passageiros da Indian Railways colidiram com uma multidão de pessoas nos arredores de Amritsar, Punjab, no dia 19 de outubro de 2018. A multidão se reuniu para assistir às celebrações do festival hindu de Dussehra e estava de pé nos trilhos. O acidente ocorreu no início da noite, matando pelo menos 59 pessoas e ferindo aproximadamente 100.

## Incidente
De acordo com a polícia e a mídia local, os espectadores estavam de pé e sentados nos trilhos na área de Joda Phatak , nos arredores de Amritsar. Os espectadores estavam assistindo a queima de uma efígie de Ravana como parte do festival de Dussehra, quando um trem foi em direção à multidão. O trem foi descrito como um trem de passageiros local da unidade múltipla a diesel (DMU) que viaja para o oeste da estação de Jalandhar para Amritsar. Testemunhas afirmaram que outro trem, o serviço de correio de Amritsar – Howrah, havia passado na direção oposta momentos antes, e isso foi confirmado mais tarde pelo porteiro encarregado da junção.
Várias testemunhas afirmaram que o trem não tocou a buzina quando se aproximou da multidão de espectadores. O motorista disse que ele buzinou e acionou os freios de emergência, mas não parou completamente porque a multidão começou a bater no trem com pedras.
A política do congresso local Navjot Kaur Sidhu, esposa do membro da Assembléia Legislativa por Amritsar East, foi a convidada de honra do evento. Ela disse que havia deixado o local pouco antes do acidente, mas que voltou assim que soube. Sidhu também disse que a celebração era realizada lá todos os anos e que as autoridades ferroviárias eram alertadas com antecedência sobre a necessidade de moderar sua velocidade.

## Vítimas
Autoridades confirmaram que pelo menos 59 pessoas foram mortas no acidente. Na noite de 19 de outubro, 50 corpos haviam sido descobertos e pelo menos 50 pessoas haviam sido internadas em um hospital próximo, enquanto os outros nove corpos foram encontrados no dia seguinte. Devido à força do impacto do trem, muitas vítimas foram desmembradas ou mutiladas, o que atrasou a identificação do corpo.
Uma autoridade local disse que a maioria das vítimas eram trabalhadores migrantes e suas famílias dos estados de Uttar Pradesh e Bihar que moravam na área. O ministro-chefe do Punjab,  Amarinder Singh, visitou alguns dos sobreviventes e familiares dos mortos em um hospital local, no dia 20 de outubro. Durante sua visita, duas mulheres se encontraram com ele. Elas teriam perdido a família inteira, incluindo filhos, maridos e até sogros.
A maioria dos identificados foi cremada no templo Shitla Mata em Amritsar, enquanto outros foram enviados de volta para suas cidades. Foi denunciado à mídia local que, após o acidente, algumas pessoas roubaram objetos de valor das vítimas e sobreviventes. Os membros da família também relataram que apenas os corpos de seus parentes foram devolvidos, mas não seus pertences.